# Monika Hájková
Monika Hájková (Praga, 14 de abril de 1977) es una actriz pornográfica checa retirada de la actividad en 2003, con tan solo 8 películas hasta la fecha.

## Biografía
Monika, antes de dedicarse a la industria del porno, realizó estudios de Economía y trabajó como modelo en torno a 1994. Empezó su carrera como actriz porno en 1997, en películas de temática amateur como Deep Inside Dirty Debutantes 17 y Dirty Debutantes 70, aunque su momento de gloria le llegaría en octubre de 2002, cuando fue nombrada Pet of the Month de la revista Penthouse.